# Myriangiella arcuata
Myriangiella arcuata är en svampart som beskrevs av Toro 1927. Myriangiella arcuata ingår i släktet Myriangiella och familjen Schizothyriaceae.   Inga underarter finns listade i Catalogue of Life.